# Сулима-Блохин Олександра Парфенівна
Олекса́ндра Парфе́нівна Сулима, у шлюбі Сулима-Блохина (* 4 квітня 1902, Охтирка — † 12 грудня 1990, Мюнхен) — українська діаспорна поетеса, мовознавиця, прозаїк, публіцистка, історик літератури, літературознавиця, громадська діячка. Літературний псевдонім Іванна Чорнобривець.

## З біографії
Народилася 4 квітня 1902 р. поблизу Охтирки теперішньої Сумської області в родині священика. Виховувалася в російськомовному середовищі, наполегливо працювала над собою та, безперервно навчаючись, опанувала рідну мову.
Закінчила жіночу гімназію, потім мовнолітературний факультет Харківського педагогічного інституту (1933), Харківський університет (1935), курси іноземних мов (1937).
3 1919 року на педагогічній роботі, також очолює просвітницькі осередки в селах Охтирського повіту, в тому часі заприязнилася із Борисом Антоненком-Давидовичем.
Очолювала Охтирський дитячий будинок, викладала у вузах України. Працювала в Харківському інституті інженерів транспорту (1933—1941), Інституті планування (1936—1941).
1943 року із другим чоловіком Юрієм Блохіним (перший помер) переїхала до Львова, звідти до Відня. З 1946 мешкає в Мюнхені. Працювала науковим секретарем, викладачкою мови та літератури у Високій економічній школі (1946—1950), згодом — доцентом (1960), потім професором в Українському технічно-господарському інституті. В Українському Вільному університеті стала доцентом, згодом професором, членом-кореспондентом Української вільної Академії Наук.
У 1965 р. отримала ступінь доктора наук за працю «Квітка і Куліш». Була головою Об'єднання українських жінок Німеччини, членом Світової федерації українських жінок.
Почала писати в часі навчання у педагогічному інституті. В 1930-х дитячі оповідання та казки часто передавали по українському радіо.
Вже в еміграції видала дві поетичні збірки: «З блакиті неба і скорботи душі» −1959, та «Ескізи» — 1976, книжку новел «З потоку життя» — 1963.
Померла 12 грудня 1990 р. у м. Мюнхен (Німеччина). На надгробку викарбувано її кредо: «Готова до жертви, повна любові, віддана Батьківщині».

## Творчість
Автор збірок поезій «З блакиті неба і скорботи душі» (1959), «Ескізи» (1976); новел «З потоку життя» (1963), дослідження «Квітка і Куліш — основоположники української новелі» (1969).
Окремі видання:
- Чорнобривець Іванна Вибране: Поезії, новелістика, наукові та публіцистичні розвідки. — К.:Видво ім. О. Теліги, 1995. — 286 с.
- Чорнобривець Іванна Ескізи. Мюнхен, 1976. — 62 с.
- Чорнобривець Іванна З блакиті неба і скорботи душі. — Мюнхен, 1959. — 45 с.
- Чорнобривець Іванна З потоку життя. Новели. — Мюнхен, 1963. — 164 с.
- Чорнобривець Іванна Новела без кінця // Слово. Збірник 10. — Едмонтон: ОУП «Слово», 1983. -С. 280—288.
- Чорнобривець Іванна Проповідниця // Слово. Збірник 6. — Торонто: ОУП «Слово», б. р. — С. 189—193.
- Чорнобривець Іванна. У кільцях пахучого ладану // Слово. Збірник 9. — Едмонтон: ОУП «Слово», 1981. — С. 140—142.

Писала розвідки:
- «Питання істоти новели» — 1966,
- «Мовно-стилістичні особливості Квітчиної прози» — 1966,
- «Перша збірка Олександра Олеся і її значення в розвитку української лірики»,
- «В. Симоненко як лірик»,
- «П. Куліш та Г.Сковорода».